# Festuca subalpina
Festuca subalpina är en gräsart som beskrevs av Dian Min e Chang och Boris Vassilievich Skvortsov. Festuca subalpina ingår i släktet svinglar, och familjen gräs. Inga underarter finns listade i Catalogue of Life.